# Юрай Валах
Юрай Валах (словац. Juraj Valach; народився 1 лютого 1989 у м. Зволен, ЧССР) — словацький хокеїст, захисник. Виступає за ХКм «Зволен» у Словацькій Екстралізі.
Виступав за ХКм «Зволен», «Трі-Сіті Амерікенс» (ЗХЛ), «Ванкувер Джаєнтс» (ЗХЛ), «Реджайна Петс» (ЗХЛ), «Ред-Діер Ребелс» (ЗХЛ), ХК «07 Детва».
У складі національної збірної Словаччини провів 5 матчів. У складі молодіжної збірної Словаччини учасник чемпіонатів світу 2007 і 2009. У складі юніорської збірної Словаччини учасник чемпіонату світу 2006.